# Towards the Sinister
Towards the Sinister — демозапись группы My Dying Bride 1990 года.

## Об альбоме
Towards the Sinister первый выпущенный музыкальный материал группы. После записи демо оно было разослано по различным радакциям музыкальных журналов, которые, в большинстве своём, холодно отнеслись к музыке коллектива. В частности издание Thrash`n`Burn поставило релизу два балла из пяти возможных. В положительных отзывах отмечалась композиция Vast Choirs, которая, по мнению критиков, является достаточно атмосферной.

## Список композиций
1. «Symphonaire Infernus et Spera Empyrium» — 08:55
2. «Vast Choirs» — 07:37
3. «The Grief of Age» — 04:10
4. «Catching Feathers» — 03:44

## Участники записи
- Aaron Stainthorpe — вокал
- Andrew Craighan — гитара, клавишные
- Calvin Robertshaw — гитара
- Rick Miah — ударные